# Kouzelný svět Davida Copperfielda
Kouzelný svět  Davida Copperfielda (v anglickém originále The Personal History of David Copperfield) je film skotského režiséra Armanda Iannucciho. Ten je rovněž spolu se Simonem Blackwellem autorem scénáře, který vznikl na motivy románu David Copperfield od Charlese Dickense. Copperfieldovu roli ve snímku ztvární Dev Patel, zatímco v dalších rolích budou například Tilda Swintonová (Betsey Trotwood), Hugh Laurie (Mr. Dick) a Ben Whishaw (Uriah Heep). Natáčení filmu začalo v červnu 2018 v Norfolku a skončilo v srpnu téhož roku.
Film měl premiéru 5. září 2019 na festivalu v Torontu.